# Arnuwanda III
Arnuanda III fue un rey hitita de muy corto gobierno, gobernando desde 1209 a. C. a 1207 a. C.
Hijo y sucesor de Tudhaliya IV. Marchó a la guerra con su padre, en campañas contra Arzawa y Ahhiyawa, que se habían rebelado, pero, más tarde perdió todo el territorio conquistado del sudoeste de Anatolia. Ascendió al trono a la muerte de Tudhaliya, (aunque para algunos, Kurunta, primo de su padre, intentó dar un golpe de Estado). Tuvo una muerte temprana, y no dejó descendencia, siendo rápidamente sucedido por su hermano Suppiluliuma II.